# Slutspelat
Slutspelat är en roman av Lena Andersson, som utgavs 2009. Boken handlar om en terroristledare som reser till Stockholmsförorten Tensta, och har som mål att anfalla västvärlden.